# 危機公關
危機公關，或稱危機溝通等，是公共關係領域之子領域，旨在保護和捍衛面臨公眾對其聲譽的挑戰的個人、團體或組織。 危機溝通旨在提高對特定威脅類型、嚴重程度、結果以及為減少威脅而採取的具體行為的認識。 傳播學者 Timothy Coombs 將危機定義為“對威脅利益相關者重要期望並可能嚴重影響組織績效，並產生負面結果的不可預測事件的感知”，並將危機溝通定義為“解決危機情況所需的信息的收集、處理和傳播”。
危機溝通中的一個關鍵概念是“偷雷”（英語：stealing thunder）的概念，它指的是在不利信息被外部來源披露前主動披露之。這種策略使組織能夠控制敘述，並顯得更加透明、誠實和值得信賴。藉由先發制人地披露負面信息，組織還可以最大限度地減少危機的影響，並減少謠言、猜測或錯誤信息的可能性。
意義可以被社會建構；因此，組織的利益相關者對事件的態度（如積極、中立或消極）是事件是否會成為危機的主要促成因素。 此外，將真正的危機情況與事件區分開來也很重要。 危機一詞“應保留用於需要管理方面認真注意的嚴重事件”。
危機管理被定義為“旨在應對危機和減少實際造成的損害的一系列因素”。 危機管理不應該僅僅只是反應；它還應包括預防措施和對潛在危機的預期準備。有效的危機管理有可能大大減少組織因危機而受到的損害，甚至可以防止潛在之危機。
清晰、基於事實的溝通是危機應對的基石。 當事態發展與總體戰略保持一致並得到妥善處理時，並讓利益相關者以一致的、定期的更新節奏了解情況，有助於穩定局勢。強調透明度、基於事實的信息和快速反應，將有助於幫助維持和建立利益相關者之間的信任，保護企業度過危機並變得更強大。

## 溝通計劃
危機溝通計劃應考慮以下因素：
- 在危機時期需要什麼類型的信息傳遞
- 利益相關者的期望是什麼？組織如何以正確的頻率有效參與？
- 如何才能在平時確立品牌和影響力，以便在危機來襲時，與公眾和利益相關者建立信任
- 針對媒體或公眾之疑問進行回應準備

計劃可以包含但不限於：
- 開發溝通範本與模板
- 與外部組織共同制定溝通計劃
- 追蹤媒體報導和公眾看法
- 進行公關影響評估

## 溝通原則
危機溝通原則如下但不限於：
- 周到而確實的準備：制定詳細的應急/情境計劃，概述每一個可能的危機和適當的應對措施。當面臨危機時，這些計劃可以減緩關鍵時間和其他資源的消耗。若事先擬定行動計劃，在發生危機時，執行、溝通和運營團隊的每個成員都可以快速實施。

- 積極即時公開：必須即時確認危機情況。可能長達幾週都無法掌握所有細節，但及時向媒體和公眾宣布將最大限度地減少猜測和謠言，並讓大眾知道事態發展在掌控之中。
- 負責任地透明：在諸多案例中，詭計和謊言摧毀組織和個人。在訊息發布方面保持領先，承擔責任，發布基於事實的內容。盡可能避免進行任何形式的掩蓋、欺騙或不道德行為。盡可能避免提出假設、做出籠統的陳述，或者進行指責。
- 避免表示“無可奉告”：沒有什麼比表示“無可奉告”更能激發來自媒體和公眾的憤怒。
- 公共關係從業人員身為組織的“道德指南針”：公共關係從業人員應確保其道德標準與品質、問責、誠信和專業精神。公共關係從業人員需要具備充足的領導技能。

## 溝通策略

### 危機前
- 研究和蒐集有關特定於組織的危機風險的信息。
- 制定危機管理計劃，其中包括提前決定誰將在危機發生時負責以及危機處理時機的特定方面。
- 定期操演以測試該計劃。[12]
- 預先為組織之公共關係團隊準備發生危機時之專用新聞稿範本和模板。
- 確定危機情境中全體成員在向所有公眾傳播信息時將遵循的指揮鏈。[8]

應在危機前階段組織一個危機快速反應溝通小組，並對所有將幫助進行實際危機溝通反應的人員進行培訓。 在此階段，溝通專業人員專注於感知和識別可能導致危機的可能風險。

### 危機中
危機階段的危機溝通策略可能包括以下內容：組織的危機管理團隊將事件識別為危機；收集和處理相關信息，供危機管理團隊決策；以及向組織的內部和外部公眾傳播危機相關信息。

### 危機後
- 審查和剖析危機管理團隊的成功和失敗，以便對組織、其員工、實踐或程序進行任何必要的更改。
- 必要時提供危機後續信息。[8]

Timothy Coombs 提出，危機後的溝通應包括（但不限於）：
- 一旦獲得信息，立即向利益相關者提供事先承諾給予之信息。
- 讓利益相關者了解恢復工作的最新進展，包括正在採取的任何糾正措施和調查的進展。
- 分析危機管理工作以獲取經驗教訓，並將之整合到組織的危機管理系統中。
- 與受害者及其親友協商，以確定組織在任何紀念活動中的作用。[12]

總的來說，Timothy Coombs 提出了一些危機管理者應該仔細考慮的基於情境危機溝通理論（英語：Situational crisis communication theory）的危機應對策略的實踐：
- 所有受害者或潛在受害者都應收到指導信息，包括召回信息。這是對危機的基本反應的一半。
- 應向所有受害者表示同情，並在需要時提供有關糾正措施和創傷諮詢的任何信息。或稱“護理回應”。
- 對於危機責任歸因最少且沒有加劇因素的危機，提出指導信息和護理回應即足夠。
- 對於危機責任歸因最小和加劇因素的危機，在指導信息和護理回應中添加藉口和/或理由策略。
- 對於危機責任歸因低且沒有加劇因素的危機，在指導信息和護理回應中添加藉口和/或理由策略。
- 對於危機責任歸因低和加劇因素的危機，在指導信息和護理回應中添加補償和/或道歉策略。
- 對於具有強烈危機責任歸因的危機，在指導信息和護理回應中添加補償和/或道歉策略。
- 只要受害者遭受嚴重傷害，就使用補償策略。
- 提醒和討好策略可以用來補充任何回應。
- 否認和攻擊原告策略最好只用於謠言和挑戰危機。

## 著名案例
- 阿拉斯加港灣漏油事件
- 里貝克訴麥當勞餐廳案
- 2010年墨西哥灣漏油事故
- 愛的大遊行人群事故
- 羅柏特·福特之醜聞
- 馬來西亞航空370號班機空難
- 聯航快運3411號班機事件
- 2019冠状病毒病疫情大型企業應對案例